# 児玉党
児玉党（こだまとう）は、平安時代後期から鎌倉時代にかけて武蔵国で割拠した武士団の一つ。主に武蔵国最北端域全域（現在の埼玉県本庄市・児玉郡付近）を中心に入西・秩父・上野国辺りまで拠点を置いていた。

## 概要
武蔵七党の一つとして数えられる児玉党は諸々の武士団の中では最大勢力の集団を形成していた。本宗家の家紋（紋章）は、軍配団扇紋であるが、随身・随兵して行くことで諸氏による派生紋・続葉紋が生まれた。その後、時代の流れと共に各地へ散らばってゆく。児玉党をはじめとする武蔵七党の各武士団・諸氏族は蒙古襲来（元寇）に備えるため鎌倉幕府の命により西方遠くは、安芸国・九州（最西は、小代氏の肥後国・野原荘）まで及びその防備につくため下向し土着してゆく。
氏祖は、藤原北家流・藤原伊周の家司だった有道惟能が藤原伊周の失脚により武蔵国に下向し、その子息の有道惟行が神流川の中流部にあった阿久原牧を管理し、ここに住して児玉党の祖となった有道氏である。また「有」とは、有道氏の略称として伝わる。子孫の多くは神流川の扇状地に広がって、猪俣党と共に児玉の条里地域を分けていた。牧に発し、子孫が条里地域に広がっている。
児玉党の本宗家は、初めは児玉氏（平安時代後期から末期）、次に庄氏（平安時代末期から鎌倉時代初期）、そのあとを本庄氏（鎌倉時代前期から室町時代）が継いだ。この3氏族の内、庄氏は戦国時代の備中国で華々しい活躍を見せることとなる。また、本庄氏は東国における戦国時代の遠因となった五十子の戦い、つまり、その最前線地に立つこととなった。
児玉（遠峰）氏は児玉郡の阿久原牧を運営しながら河内庄（河内村）を本拠地としたが、庄氏の時代となると、北方へ移り、児玉庄（栗崎村）を本拠地とした。本庄氏は北堀村を拠点としながらも児玉庄を引き継いだと考えられる。
古書などでは、児玉党を「武蔵七党中、最大にして最強の武士団」と書いているが、集団の規模が大きかったために滅びにくかったというだけのことであり、負け戦も少なくはない。ただし、他の武蔵国の中小武士団と比べれば、長続きしたのも事実である。南北朝以降は弱体化し、党の本宗家たる本庄氏も小田原征伐で没落し、事実上解体している。弱体化の遠因は南朝廷側についたことと、本庄氏の拠点が武蔵国北部の国境付近、台地上であり、戦国時代ではその地理上、激戦区の一つと化してしまったことが挙げられる。
「七党」と言う数の呼称ついて諸説あるが、当時有力な武士団が多数形成されていたことを現している。

## 児玉党の諸氏
- 児玉氏
- 庄氏
- 本庄氏
- 浅羽氏
- 阿佐美氏
- 新生氏
- 新屋氏
- 泉氏
- 榊氏
- 稲島氏
- 入西氏
- 岩田氏
- 伊勢氏
- 今井氏
- 有道姓浦上氏
- 上野氏
- 大河原氏
- 大沢氏
- 大塚氏
- 大類氏
- 大淵氏

- 大浜氏
- 奥氏
- 奥平氏
- 奥塚氏
- 岡崎氏
- 小幡氏
- 小河原氏
- 小見野氏
- 片山氏
- 金沢氏
- 柏島氏
- 桂氏
- 柏崎氏
- 北氏
- 黒岩氏
- 栗栖氏
- 粟生田氏
- 倉賀野氏
- 久下塚氏
- 具下塚氏

- 後閑氏
- 小代氏
- 小中山氏
- 狛馮氏
- 塩谷氏
- 島名氏
- 島方氏
- 白倉氏
- 薦田氏
- 小茂田氏
- 荏氏
- 荏戸内氏
- 白倉氏
- 越生氏
- 島名氏
- 高雄氏
- 高山氏
- 多子氏
- 竹沢氏
- 立川氏

- 端氏
- 秩父氏
- 富田氏
- 富野氏
- 豊島氏
- 鳥方氏
- 吉麻野氏
- 直下氏
- 中条氏
- 長岫氏
- 長岡氏
- 鳴瀬氏
- 名倉氏
- 内藤氏
- 西氏
- 丹羽氏
- 福田氏
- 保尾氏
- 堀篭氏
- 蛭川氏

- 牧野氏
- 真下氏
- 宮田氏
- 溝上氏
- 御名氏
- 武者氏
- 牧西氏
- 矢島氏
- 山田氏
- 山越氏
- 山名氏
- 人良氏
- 善泉氏
- 吉島氏
- 吉田氏
- 与島氏
- 四方田氏
- 四王天氏

## 史跡
「有氏神社」は、始祖を祀っている。
- 有道維行の生誕一千年を記念する石碑（平成12年・2000年）
  - 神社の北側にあった石塔を北東寄りに移した時、石塔の下から人骨が発掘された(伝承)。その石塔こそ有道氏の墓碑であり、これを御神体として祀るために建てられたのが有氏神社だと推測される。